# تاریخ یهودیان در ترکیه
یهودیان در منطقه‌ای که امروزه ترکیه نامیده می‌شود از حدود ۲٬۴۰۰ سال پیش ساکن هستند. از زمان سدهٔ پنجم پیش از میلاد در منطقهٔ آسیای میانه جمعیت‌های یهودی وجود داشته‌است. پس از اخراج یهودیان از اسپانیا و پرتغال در سال ۱۴۹۲ میلادی، امپراتوری عثمانی بیشتر این یهودیان را جذب کرده و دارای جمعیت یهودی زیادی شد. با اینکه پس از بنیانگذاری کشور اسرائیل بسیاری از یهودیان از ترکیه مهاجرت کردند، این منطقه هنوز هم دارای جمعیت یهودی قابل توجهی است.

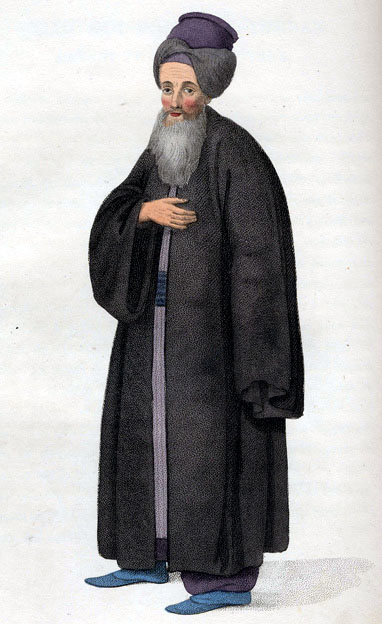
مرد یهودی در امپراتوری عثمانی.

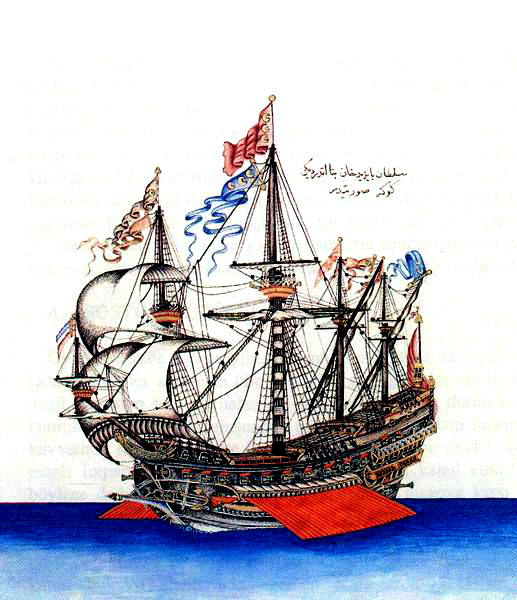
سلطان بایزید دوم، کمال رئیس را برای نجات یهودیان اسپانیا فرستاد و به آنان اجازه داد در ترکیه ساکن شوند.

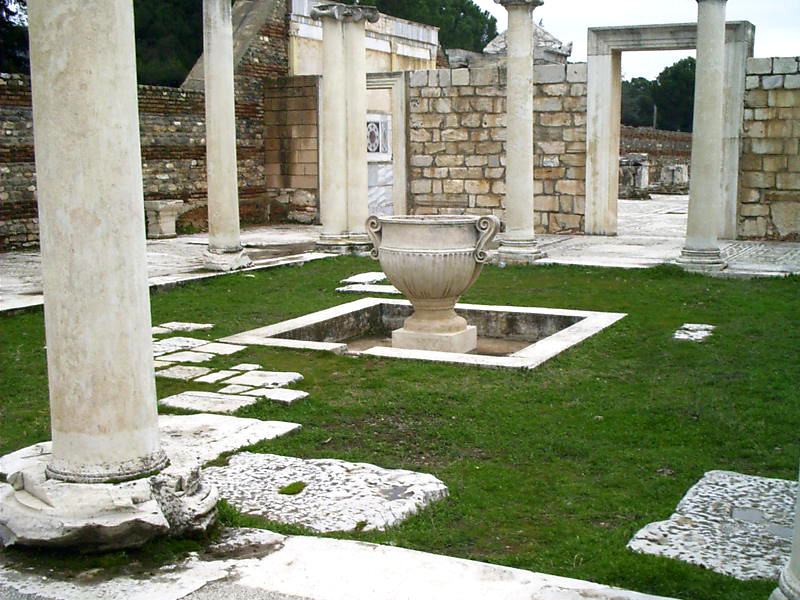
حیاط کنیسه ساردی. باقی‌مانده از کنیسهٔ ساردس در پایگاه باستان‌شناسی ساردی، در نزدیکی سارت امروز در استان مانیسا، ترکیه.

## در زمان کتاب مقدس
قوم اسرائیل در زمان عهد عتیق از منطقهٔ آناتولی عسل وارد می‌کردند. گروهی از باستان‌شناسان اسرائیلی ظروف عسل مربوط به این زمان در اسرائیل یافته‌اند. ممکن است دلیل این امر بهتر بودن کیفیت زنبورهای ترکیه در مقایسه با زنبورهای اسرائیلی بوده باشد.

## حکومت رومیان
براساس کتاب مقدس کشتی نوح بر روی کوه آرارات به گل نشست. یوسفوس فلاویوس به ریشهٔ یهودی بسیاری از شهرهای این منطقه در میان ایران و ترکیه اشاره می‌کند. عهد جدید به کنیسه‌های زیادی در منطقهٔ آسیای میانه اشاره می‌کند. کنیسه‌های مورد اشاره در کتاب اعمال معمولاً با کنیسه‌های کنیا و افسوس یکی دانسته می‌شوند. بیشترین جمعیت یهودی در این منطقه در شهر ساردیس بوده‌است. امپراطوری‌های روم و بیزانس دارای جمعیت قابل توجهی یهودی بودند که به زبان یونانی صحبت می‌کردند. تلاش‌های امپراتوری روم برای مسیحی کردن این یهودیان اکثراً با شکست مواجه شد. وضعیت یهودیان در امپراتوری بیزانس بسیار بهتر از وضعیت آنان در اروپای غربی بود و اتفاق‌های یهودی‌ستیزی در آن‌ها بسیار نادر بود.

## امپراتوری عثمانی
نخستین کنیسهٔ یهودی در امپراتوری عثمانی در سال ۱۳۲۴ در بورسا تشکیل شد که عتز هاحییم (עץ החיים درخت زندگی) نام داشت. این کنیسه امروزه پابرجاست. وضعیت یهودیان در امپراتوری عثمانی معمولاً با خصوصیات سلطان وقت ارتباط داشت. به‌طور مثال مراد سوم اعتقاد داشت که غیرمسلمانان باید دارای وضعیت ذمی‌باشند ولیکن بقیهٔ سلطان‌های عثمانی اکثراً ملایم‌تر بودند. نخستین اتفاق مهم در تاریخ یهودیان در عثمانی پس از فتح قسطنطنیه رخ افتاد. محمد دوم مشاهده کرد که شهر قسطنطنیه در وضعیت بسیار خرابی است و او دستور داد یهودیان زیادی به این شهر منتقل شوند. در این زمان یهودیان ۱۰ درصد جمعیت شهر را تشکیل می‌دادند. تعداد یهودیان محلی به تدریج در مقایسه با یهودیان اشکنازی که از اروپا فرار می‌کردند کم شد. ربی‌های اشکنازی مهاجر بقیهٔ یهودیان اروپا را تشویق به مهاجرت می‌کردند و وضعیت خود را تحت سلطهٔ ترکان عثمانی بهتر از وضعیت خود در میان مسیحیان اروپا می‌دیدند.
مهم‌ترین رخداد در تاریخ یهودیان در زمان دستور الحمبرا اتفاق افتاد. پس از اخراج یهودیان از اسپانیا، پرتغال، ایتالیا و سیسیلی، شاه عثمانی بایزید دوم دعوتنامهٔ رسمی برای این یهودیان فرستاد و از آنان خواست که به عثمانی مهاجرت کنند. از این زمان جمعیت یهودیان در عثمانی به شدت افزایش یافت. بیشتر این یهودیان به قسطنطنیه و سالونیکا مهاجرت کردند.
سلطان عثمانی پادشاه اسپانیا را به خاطر اخراج یهودیان ناخرد دانست و گفت: «آن‌ها فردیناند را پادشاهی دانا می‌دانند ولیکن او سرزمین خود را فقیر و سرزمین ما را ثروتمند کرد». یهودیان خدمات اقتصادی زیادی برای عثمانی داشتند. ترکان مسلمان عثمانی اکثراً به تجارت بی‌علاقه بودند و از این رو بیشتر مسائل اقتصادی در دست اقلیت‌های مذهبی بود؛ ولیکن آن‌ها یهودیان را به مسیحیان ترجیح می‌دادند.
یهودیان نه تنها اجازه یافتند در ترکیهٔ امروزی ساکن شوند بلکه اجازه یافتند در اورشلیم نیز زندگی کنند.
یهودیان در دربار عثمانی دارای بهترین شرایط خود در میان کشورهای آن زمان بودند. با اینکه تعدای محدودیت‌های مذهبی قانونی وجود داشت ولیکن اکثر این محدودیت‌ها به صورت محکم اعمال نمی‌شد. یهودیان در دربار عثمانی به مقامات بالایی رسیدند. وزیر اقتصاد محمد دوم («دفتردار»)، حکیم یعقوب پاشا، پزشک شخصی او، موسی هامون، پزشک دیگر او اسحاق پاشا، و ابراهیم کاسترو خزانه‌دار مصر همه یهودی بودند. یهودیان در امپراتوری عثمانی بسیار ثروتمند شدند. اختلاف میان ترکان و یهودیان بسیار کمتر از اختلاف میان یهودیان و اعراب بود. امپراتوری عثمانی دارای یهودیان با دیدگاه‌های متفاوتی بود. امانوئل کاراشو یکی از رهبران اصلی جنبش ترکان جوان از یهودیان ترکیه بود.

## جمهوری ترکیه
در ابتدای سدهٔ بیستم جمعیت یهودی ترکیه حدود ۲۰۰٬۰۰۰ بود. پس از اخراج یهودیان از آلمان نازی بعضی استادان دانشگاه یهودی که بیکار شده بودند با حمایت دولت ترکیه به دانشگاه استانبول منتقل شدند.

## جنگ جهانی دوم
در زمان جنگ جهانی دوم ترکیه مسیر اصلی خروج یهودیان از اروپا بود. دیپلمات‌های ترکیه بسیاری از یهودیان را از آلمان نازی نجات دادند.

## تشکیل کشور اسرائیل
تأسیس کشور اسرائیل در میان یهودیان ترکیه شوق زیادی ایجاد کرد. ترکیه در سال ۱۹۴۹ میلادی کشور اسرائیل را به رسمیت شناخت. در این زمان یهودیان بسیاری به اسرائیل مهاجرت کردند. بیشتر این مهاجرت‌ها به دلیل مذهبی بود و یهودیان در ترکیه زندگی آرامی داشتند.

## امروزه
امروز ترکیه دارای جمعیت یهودی حدود ۱۷٬۴۰۰ نفر است که ۹۵ درصد آنان در استانبول ساکنند.